# Calle de Santa Isabel (Segovia)
La calle de Santa Isabel es una vía pública de la ciudad española de Segovia.

## Descripción
La vía nace de la calle de Almira y discurre hasta llegar a la del Caño Grande. Debe el título a la iglesia y convento del mismo nombre. Aparece descrita en Las calles de Segovia (1918) de Mariano Sáez y Romero con las siguientes palabras:

Santa Isabel.—Sale de la calle de los Gremios y va a dar a la de Barrihuelo. Santa Isabel es una iglesia con un convento de monjas fundado en 1486 por D.ª María del Espíritu Santo, para comunidad de la Orden Tercera de San Francisco, que se albergó en él cuando las religiosas de Santa Clara la Vieja se trasladaron a San Antonio el Real. Se construyó entonces la iglesia dedicada a Santa Isabel, amplia, alta, con bóvedas de crucería y una buena capilla mayor que costeó el canónigo D. Juan del Hierro. Su verja es plateresca y muy notable. Tiene el convento muy buenos cuadros, es espacioso y sus monjas se dedicaban antes a la enseñanza. La calle es de pocas casas, pero grandes y dilatadas; alguna, resto de las antiguas fábricas de paños, con amplios corredores y tendederos.
(Sáez y Romero, 1918, p. 174)